# Murray Perahia
Murray Perahia (* 19. dubna 1947 New York) je americký klavírista a dirigent.

## Život
Murray Perahia se narodil v Bronxu v rodině sefardských Židů pocházející původně ze Soluně, jeho otec se přestěhoval do Spojených států v roce 1935.
Na klavír se začal učit hrát ve čtyřech letech, ale dle vlastních slov získal skutečný zájem o hudbu a začal důkladně cvičit až v patnácti. V sedmnácti letech začal navštěvovat newyorskou Mannes College of Music, kde u Mieczysława Horszowského studoval klavír, dirigování a skladbu. Učili jej také Rudolf Serkin, Alexander Schneider nebo Pablo Casals, velký vliv na jeho styl měla pozdější (80. léta) spolupráce i přátelství s Vladimirem Horowitzem.
V roce 1972 se stal prvním Američanem, který vyhrál mezinárodní klavírní soutěž v Leedsu, což mu pomohlo nastartovat koncertní kariéru. Od 70. let také nahrává na labelu Columbia Masterworks (nyní Sony Classical).
V roce 1973 začal spolupracovat s Benjaminem Brittenem a Peterem Pearsem na pořádání hudebního festivalu v Aldeburghu a v letech 1981 - 1989 byl jedním z jeho uměleckých ředitelů.
Na začátku 90. let utrpěl zranění a zánět ruky, které si nakonec vyžádaly řadu operací a Perahia musel na několik let úplně přestat hrát. Útěchu nalezl ve studiu hudby Johanna Sebastiana Bacha a po svém uzdravení pořídil sérii velmi kladně hodnocených nahrávek Bachových klavírních skladeb.
Potíže s rukou se v menší míře opakovaly v letech 2005 a 2007, ale Perahia se vždy po několika měsících vrátil na pódium a i v roce 2015 pokračuje v koncertování a nahrávání. Žije se svou rodinou v Londýně.
Vedle mnoha hudebních ocenění je od roku 2004 také nositelem titulu Rytíř-komandér Řádu britského impéria (KBE).